# IONIS
IONIS — сеть частных учреждений высшего образования во Франции, включающая 29 школ, в которых обучается 35 тысяч студентов.

## История
В 1980 году Марк Селлам основал в Париже Европейский высший институт управления ISEG (фр. Institut supérieur européen de gestion). В 1986 году были открыты подразделения в Бордо, Тулузе, Лилле, Нанте и Лионе. К 2023 году в региональных центрах обучалось более 35 000 студентов.

## Учебные заведения

### Институт бизнеса IONIS
- Высший институт управления
- ISG Luxury Management
- ISG RH
- ISG Sport Business Management
- Школа маркетинга и коммуникаций ISEG
- Институт европейского высшего образования ISEFAC
- ICS Bégué
- MOD’SPE Paris
- XP, the international esport & gaming school

### Технологический институт IONIS
- Concours Advance
- Школа информатики и передовых методов
- Специальная школа механики и электрики
- IA Institut
- Школа компьютерных наук и новых технологий
- Политехнический институт передовой науки
- Sup’Biotech
- E-artsup
- Epitech Digital
- Epitech Executive
- Школа технологий и управления IONIS
- Coding Academy
- SecureSphere by EPITA
- Supinfo
- Web@cademy

### Решения для образования IONIS
- Училище прикладных цифровых технологий
- Fondation IONIS
- IONIS 361
- IONISx
- PHG Academy